# South Scotia Ridge
Koordinaten: 60° 7′ S, 47° 56′ W
Der South Scotia Ridge ist ein Tiefseerücken in der namensgebenden Scotiasee. Er liegt nördlich der Südlichen Orkneyinseln.
Das Advisory Committee on Undersea Features (ACUF) bestätigte die Benennung im Januar 1981.